# Rentenfonds der Russischen Föderation
Der Rentenfonds der Russischen Föderation (russisch Пенсионный фонд Российской Федерации Pensionny fond Rossijskoi Federazii) ist der Name des Trägers der gesetzlichen Rentenversicherung in Russland und damit das Gegenstück zur Deutschen Rentenversicherung in der Bundesrepublik Deutschland. Da russische Rentenleistungen bei entsprechendem Anspruch auch an im Ausland lebende russische Staatsbürger überwiesen werden, existieren auch in Mitteleuropa zahlreiche Personen, die vom Russischen Rentenfonds Leistungen beziehen, z. B. Angehörige von Spätaussiedlern. 
Bis Ende 2018 betrug das russische Regeleintrittsalter in die Rente 55 Jahre bei Frauen und 60 Jahre bei Männern (in bestimmten Berufen konnte es niedriger liegen). 2019 begann eine Rentenreform, die schrittweise (bis 2028) die Anhebung des Rentenalters auf 60 (Frauen) und 65 (Männer) Jahre vorsieht. Die vom Russischen Rentenfonds gezahlten Renten sind erheblich niedriger als in Westeuropa, z. B. lag die Durchschnittsrente im Jahr 2008 bei etwa 130 Euro. Im Laufe der Reform müssen die Renten erhöht werden.
Die Staatsduma hat am 5. Juli 2022 beschlossen, den Rentenfonds mit dem Sozialversicherungfonds bis 1. Januar 2023 unter dem Namen Renten- und Sozialversicherungfonds der Russischen Föderation zu fusionieren.